# Carl Johan Moberger
Carl Johan Moberger, född 18 maj 1762 i Nyköping, död i 18 november 1844 i Gävle, var en svensk organist och farbror till Eric David Moberger.
Moberger var från 1786 organist i Gävle, där han en tid även var director musices vid gymnasiet samt director cantus choralis et figuralis vid trivialskolan. Han utgav 1805 en översättning av Rohrmanns Methode zum zweckmässigen Choralspielen. "M. var en grundligt bildad musiker af den classiska skolan, hvarom vittna hans i manuskript efterlämnade, välordnade harmoniska och contrapunktiska studier."

## Musikverk
- Trubaduren, komedi med sång. Uppförd januari 1808 i Gävle.[5]

### Kammarmusik
- Kvintett i F, för klarinett, två violiner, viola och violoncell. Tillägnad Svederus.
- Kvintett i c-dur, för klarinett, två violiner, viola och violoncell. Tillägnad sina vänner M. Hellström och Söderbäck.
- Menuett grazioso för stråkkvartett. Tillägnad brukspatron David af Uhr. Komponerad 20 januari 1802.[5]

### Orgelverk
- Koral intonationer, 2 december 1819.[5]

1. Marsch i A-dur.
2. 13 koralförspel.

- 24 koralförspel till Den svenska psalmboken 1819. Utgiven av C. Müller, Stockholm, 1821.[5]

6. Gud, du av inga skiften vet
8. Dig allena vare ära
21. O Fader vår, barmhärtig, god
33. Jag lyfter mina händer
35. Gud låter sina trogna här
55. Var hälsad, sköna morgonstund
55. Var hälsad, sköna morgonstund
63. Av himlens höjd oss kommet är
99. Så är fullkomnat, Jesus kär
104. Nu kommen är vår påskafröjd
160. Hur kan och skall jag dig
133. Kom, Helge Ande, Herre god
140. Av himlens här den Högstes makt
178. Är jag allen en främling här på jorden
181. O Herre Gud, gör nåd med mig
197. Väl mig i evighet
198. Jag tackar dig, min högste Gud
198. Jag tackar dig, min högste Gud
199. O Gud, ditt rike ingen ser
215. Jesus allt mitt goda är
229. Min Gud, på dig förtröstar jag
328. Hit, o Jesu, samloms vi
394. Den blomstertid nu kommer
429. Vak upp, min själ, giv ära
- Orgelstycke i G-dur.[5]
- Tio små orgelstycken, 1839.

### Piano
- Andante i D-dur.[5]
- Marsch i D-dur.[5]